# Sphegigaster grisselli
Sphegigaster grisselli är en stekelart som beskrevs av Heydon 1992. Sphegigaster grisselli ingår i släktet Sphegigaster och familjen puppglanssteklar. Inga underarter finns listade i Catalogue of Life.